# Élections législatives de 1993 dans la 14e circonscription du Nord
Les élections législatives françaises de 1993 dans la 14e circonscription du Nord se déroulent les 21 et 28 mars 1993.

## Circonscription
Par la loi no 86-1197 du 24 novembre 1986, la 14e circonscription du Nord regroupe jusqu'en 2010 les divisions administratives suivantes : canton de Bergues, canton de Bourbourg, canton de Cassel, canton d'Hondschoote, canton de Steenvoorde et canton de Wormhout et les communes de Bray-Dunes et de Zuydcoote.

## Contexte
Le député sortant de la 14e circonscription du Nord, Charles Paccou (RPR), ne se représente pas.
Lors de ce scrutin, Gabriel Deblock (RPR), Jean Le Garrec (PS), Claude Gosset (UDF), Yannick Le Floc'h (FN), René Patoor (Les Verts), Bernard Fiolet (DVD), Alain Lenglet (PCF), Yves Sterckeman (LT), Marie-Claude Moreews (PT) et Gérard Lahaeye (DVD) sont candidats.

## Résultats[1]
Ce scrutin voit la première et unique élection de Gabriel Deblock comme député du Nord et ouvre son premier mandat à la chambre basse du Parlement français.
- Député sortant : Charles Paccou (RPR)

| Candidat       | Candidat               | Parti          | Premier tour | Premier tour | Second tour | Second tour |  |
| Candidat       | Candidat               | Parti          | Voix         | %            | Voix        | %           |  |
| -------------- | ---------------------- | -------------- | ------------ | ------------ | ----------- | ----------- |  |
|                | Gabriel Deblock élu    | RPR            | 16 457       | 34,94        | 29 231      | 62,89       |  |
|                | Jean Le Garrec sortant | PS (ADFP)      | 8 429        | 17,9         | 17 247      | 37,11       |  |
|                | Claude Gosset          | UDF            | 5 136        | 10,91        |             |             |  |
|                | Yannick Le Floc'h      | FN             | 4 693        | 9,96         |             |             |  |
|                | René Patoor            | Les Verts (EÉ) | 3 393        | 7,2          |             |             |  |
|                | Bernard Fiolet         | Divers droite  | 3 088        | 6,56         |             |             |  |
|                | Alain Lenglet          | PCF            | 2 106        | 4,47         |             |             |  |
|                | Yves Sterckeman        | LT-LNÉ         | 1 644        | 3,49         |             |             |  |
|                | Marie-Claude Moreews   | PT             | 1 567        | 3,33         |             |             |  |
|                | Gérard Lahaeye         | Divers droite  | 584          | 1,24         |             |             |  |
|                |                        |                |              |              |             |             |  |
| Inscrits       | Inscrits               | Inscrits       | 65 366       | 100,00       | 65 366      | 100,00      |  |
| Abstentions    | Abstentions            | Abstentions    | 14 847       | 22,71        | 14 358      | 21,97       |  |
| Votants        | Votants                | Votants        | 50 519       | 77,29        | 51 008      | 78,03       |  |
| Blancs et nuls | Blancs et nuls         | Blancs et nuls | 3 422        | 6,77         | 4 530       | 8,88        |  |
| Exprimés       | Exprimés               | Exprimés       | 47 097       | 93,23        | 46 478      | 91,12       |  |